# 海妖 (西恩·卡西迪)
海妖（英語：Banshee）是一位出現在漫威中著名連載系列《X戰警》的超級英雄。首次出現於《X戰警》#28（1967年1月），由羅伊·托馬斯與維爾納·羅斯所繪。

## 人物
西恩·卡西迪（Sean Cassidy）是一個愛爾蘭皇族的繼承者，同時亦是一名教育家、演講家、臥底偵探、業餘鋼琴家和機械技工。西恩曾經接受過國際刑警組織的訓練，亦喜歡美國鄉村音樂，其女兒聲波女亦遺傳了他的天賦。

## 能力
海妖的變種能力來自於其耳朵和喉部。他的耳朵擁有十分靈敏的聽覺，亦可以忽略和保護他不受外在或自我的有害聲波影響。海妖的強力聲波來自於其有著超人的耐力的聲帶和肺活量，此部分和DC漫畫中的黑金絲雀相近，特殊的滑翔膜衣物能捕捉反射的音波來以亞音速飛行；震動的聲波能將物體顫抖而使其液化、崩裂或令分子共振而產生爆炸，還能緊縮成防護罩；聲波也能干擾人的交感神經，導致恍惚、方向感錯亂、昏迷、暈眩、想吐和潛移默化地被催眠。他的超聲波也有回音定位和擾亂掃描設備的功能。海妖也是一名受過訓的優秀射擊手、戰術和武術家

## 其他媒體

### 電影
- X戰警電影系列
  - 《X戰警：第一戰》（2011年），由卡列伯·蘭德瑞·瓊斯（英语：Caleb Landry Jones）飾演。

## 外部連結
- （页面存档备份，存于）
- Banshee （页面存档备份，存于） at Marvel.com
- Banshee （页面存档备份，存于） at Marvel Wiki